# Tournefortia ovalifolia
Tournefortia ovalifolia är en strävbladig växtart som beskrevs av Henry Hurd Rusby. Tournefortia ovalifolia ingår i släktet Tournefortia och familjen strävbladiga växter. Inga underarter finns listade i Catalogue of Life.